# Chrysosoma villosipes
Chrysosoma villosipes är en tvåvingeart som först beskrevs av Octave Parent 1933.  Chrysosoma villosipes ingår i släktet Chrysosoma och familjen styltflugor.
Artens utbredningsområde är Guyana. Inga underarter finns listade i Catalogue of Life.